# 国際岩の力学会
国際岩の力学会（こくさいいわのりきがくかい、International Society for Rock Mechanics - ISRM）は、「ザルツブルク クライス」の拡大の結果として、1962年にザルツブルクに設立された学会。

## 解説
基礎作りは1966年9月まで学会の会長を務めたレオポルド・ミュラー教授に負うところが大きい。
ISRM は非営利の科学団体で、会費と会の自由な行動を損なわない助成金によって支えられている。2021年現在で、6,800人の会員と49の各国の学会を擁している。
岩の力学の分野には、岩石や岩塊の物理的および力学的挙動に関するすべての研究と、地質学的プロセスの理解を深めるための知識の応用および工学分野が含まれる。

## 学会の目的・目標・活動と事業
学会の主な目的・目標は次のとおり
- 岩の力学の実践者間の国際的な協力とアイデアや情報の交換を促進すること。
- 岩の力学の教育、研究、および知識の向上を促進すること。
- 土木、探鉱、および石油工学の作業がより安全で、より経済的で、環境破壊が少なくなるように、岩石エンジニアの間で高い水準の専門的実践を促進すること。

この目的を達成するために学会によって実行される主な活動は次のとおり
- 4 年間隔で国際会議を開催する。
- 学会の各国の学会が主催する国際および地域シンポジウムを後援する。
- ニュース雑誌を発行して、ロックメカニクスに関連する技術情報、および岩の力学コミュニティで行われている活動に関する最新ニュースを提供する。
- 学会にとって重要な科学的および技術的問題を研究するための委員会を運営する。
- 優れた博士論文に対してホシャ・メダル（Rocha Medal）[1]を毎年、岩の力学および岩盤工学領域への顕著な貢献があったものにはミュラー賞（Müller Award）[2]を4年に1度授与する。
- 他の国際科学団体と協力する。

## 組織構成と運営
学会は、各国の学会の代表者、理事会、元会長で構成される評議会によって運営されている。現在の会長はトルコ出身のReşat Ulusay。
事務局は1966年に第1回ISRM会議がポルトガルのリスボンで開催され、マヌエル・ホシャ（Manuel Rocha）が学会の会長に選ばれたとき以来、ポルトガル国立土木研究所(LNEC）に置かれている。
ISRM は、国際地質工学会連合（Federation of International Geo-Engineering Societies）のメンバーである。